# Triumful Cleopatrei
Triumful Cleopatrei, cunoscută și sub numele de Sosirea Cleopatrei în Cilicia și Cleopatra sosește în Cilicia, este o pictură în ulei realizată de artistul englez William Etty. A fost prima dată expusă în 1821 și este acum în Lady Lever Art Gallery din Port Sunlight, de-a lungul râului Mersey, din Liverpool. În timpul anilor 1810, Etty a devenit respectat pe scară largă în rândul personalului și studenților de la Academia Regală de Arte, în special pentru utilizarea culorii și capacitatea de a picta tonuri realiste de carne. În ciuda faptului că a expus la fiecare expoziție de vară din 1811, el a atras puțin interes comercial sau critic. În 1820 a expus The Coral Finder, care a arătat figuri nude pe o barcă aurită. Această pictură a atras atenția lui Sir Francis Freeling, care a comandat un tablou similar la o scară mai ambițioasă.